# Brookfield (Newfoundland en Labrador)
Brookfield is een dorp in de Canadese provincie Newfoundland en Labrador. Het dorp ligt aan de oostkust van Newfoundland en maakt deel uit van de gemeente New-Wes-Valley.

## Geschiedenis
Brookfield was een gemeentevrije plaats tot de oprichting van de gemeente Badger's Quay-Valleyfield-Pool's Island in 1946. Die voormalige gemeente maakt sinds 1992 deel uit van de fusiegemeente New-Wes-Valley.

## Geografie
Brookfield ligt aan het uiterst noordelijke gedeelte van Bonavista Bay, een grote baai van de Atlantische Oceaan aan Newfoundlands oostkust. Het aan de Kittiwake Coast gelegen Brookfield ligt net ten noorden van Badger's Quay en net ten zuiden van Wesleyville, beide eveneens deel uitmakend van New-Wes-Valley.

## Gezondheidszorg
In Brookfield bevindt zich het Dr. Y.K. Jeon Kittiwake Health Centre, een gezondheidscentrum dat eerstelijnszorg en langetermijnzorg aanbiedt aan de inwoners uit de ruime omgeving van New-Wes-Valley. Deze zorginstelling valt onder de bevoegdheid van Central Health, de gezondheidsautoriteit van Centraal-Newfoundland.